# Leopold I Sławny
Leopold I Sławny (niem.: Leopold I.; ur. 4 sierpnia 1290, zm. 28 lutego 1326) – książę z dynastii Habsburgów.
Leopold był synem króla niemieckiego Albrechta I Habsburga i Elżbiety Tyrolskiej. Podobnie jak jego brat Fryderyk III Piękny otrzymał imię nawiązujące do dynastii Babenbergów, która rządziła Austrią przed Habsburgami.
Po śmierci ojca (1308) i matki (1313) stał się jednym z najważniejszych przedstawicieli dynastii. Dążył do zdemaskowania zabójcy ojca i do zbliżenia z Luksemburgami. Uczestniczył we włoskiej wyprawie cesarza Henryka VII.
Po śmierci cesarza starał się, by tron niemiecki objął jego brat Fryderyk Piękny. Podczas elekcji 19–20 października 1314 wybrano na króla niemieckiego Ludwika Bawarskiego i Fryderyka Pięknego. Pomiędzy pretendentami doszło do wojny. Ludwika Bawarskiego poparli Szwajcarzy, którzy pokonali wojska habsburskie w bitwie pod Morgarten w 1315. Leopold spóźnił się na pole rozstrzygającej bitwy pod Müldorf (1322). Fryderyk Piękny przegrał bitwę i wraz z młodszym bratem Henrykiem dostał się do niewoli Ludwika Bawarskiego. Leopold starał się o uwolnienie braci. Prowadził także rozmowy z kurią papieską i dworem francuskim o francuskiej kandydaturze na tron niemiecki. Przy okazji Leopold chciał uzyskać dla siebie urząd wikariusza Rzeszy. Wkrótce po pojednaniu Ludwika Bawarskiego z Fryderykiem Pięknym Leopold zmarł prawdopodobnie z powodu choroby serca.
Leopold w 1315 roku poślubił Katarzynę, córkę hrabiego Sabaudii Amadeusza V. Z tego małżeństwa pochodziły dwie córki:
- Katarzyna (zm. 28 października 1349) – żona pikardyjskiego szlachcica Enguerranda VI, a następnie hrabiego Konrada von Hardegg
- Agnieszka – żona księcia świdnicko-jaworskiego Bolka II